# Plagyostila
Plagyostila is een geslacht van weekdieren uit de klasse van de Gastropoda (slakken).

## Soorten
- Plagyostila asturiana P. Fischer in de Folin, 1872
- Plagyostila senegalensis Rolán & Pelorce, 2002